# Meranti Pandak
Meranti Pandak is een bestuurslaag in het regentschap Pekanbaru van de provincie Riau, Indonesië. Meranti Pandak telt 11.567 inwoners (volkstelling 2010).